# ケリマネ
ケリマネ（Quelimane）は、モザンビークの都市。人口は約48万人（2023年）。モザンビーク中部の港湾都市で、モザンビーク海峡からクアクア川を20kmさかのぼった地点にある。ザンベジア州の州都。ケリマネの名称は、現在も近郊に残る地名で“耕す所”を意味する“カリマニ”に由来する。

## 交通
港湾施設のほか、空港を有する。

## 住民
主要部族はシュアボ族。

## 歴史
10世紀ごろにはイスラム化したスワヒリ商人たちが街を建設しており、季節風に乗ってやってくるアラブ人商人たちと金や奴隷の交易を行い、インド洋経済圏に組み込まれていた。
1498年1月25日、ヴァスコ・ダ・ガマ率いるインド航路開拓の探検船団がケリマネに上陸し、約一ヶ月間滞在した。ここがインドとの交易圏に含まれていたことから、ダ・ガマは探検の幸先が良いものと考えて、ケリマネが面しているクアクア川を“吉兆”を意味する“ボンス・シスナイス”川と命名した。また、準備していた幾つかの石碑のうちの一つを河口に建てた（これは潮に流され現存しない）。探検の途上に死亡した乗員も、ケリマネに埋葬された。
ケリマネはその後のポルトガルのインド洋への進出の重要な寄港地の一つとなり、1544年にはケリマネに恒常的な交易拠点が築かれた。その16世紀中頃にはアラブ商人から交易の独占権を奪い、この地域は事実上のポルトガル領となった（18世紀中頃に正式に植民市の指定を受ける）。
その後もこの地方の交易の中心として引き続き栄え、特に奴隷の主要な積出港となっていた。
1844年、ケリマネからテテにかけてのザンベジ川流域を中心に生物学調査を行っていたドイツの動物学者ヴィルヘルム・ペータースが、ケリマネの湿地で新種のハイギョ(Protopterus amphibius)を発見した。報告はベルリン大学のヨハネス・ペーター・ミュラーへと送られ、ミュラーによって学会に発表された。ペータースによる学術調査は生物学的な成果に止まらず、ポルトガル語の教育を受けた現地住民の協力の下に周辺の部族の言語を多数記録して言語学にも貢献した。
1856年3月2日にはデヴィッド・リヴィングストンがこの街で2年6ヶ月に及んだ第1次のアフリカ探検を終えている
。さらに、リヴィングストンは一旦イギリスに帰国した後、1858年にケリマネのイギリス領事として赴任した（ニアサ湖への探検に向かった）。
20世紀にはいると、ドイツ人の入植者たちがサイザル麻のプランテーションを建設し
、さらに農園開発が進んで茶やコプラなどの輸出品が生産された。
1978年から2007年まで、日本の水産会社のマルハがエビ漁の拠点を持っていた。